# Artéria Kreatív Csoport
Az Alternatíva Egyesület (Újszentiván) művészeti műhelye, elsősorban szegedi és Szeged környékén élő fiatal művészeket összefogó csoport.

## Történet
Az Artéria Kreatív Csoport 1993-ban alakult meg, hogy a Szegedi Ifjúsági Házban tevékenykedő, elsősorban Vajda Árpád és Fabulya Edit művelődésszervezők köré csoportosuló fiatal művészek számára hivatalos formát adjon. Az Artéria működésének legvirágzóbb periódusa 1993-1996 között zajlott, amikor is a műhely számára a Szegedi Ifjúsági Ház biztosított találkozóhelyet.

## Főbb tevékenységek
Még megalakulás előtt 1992-ben Pete Gábor, a szegedi Ságvári Gimnázium diákja néhány társával elindította a Szegedi Középiskolás Művészeti Hetet. Tőle függetlenül 1993-ban Molnár Dániel és Kovács Zoltán, a szegedi Radnóti Gimnázium diákjai kezdték el a II. Szegedi Középiskolás Művészeti Hét szervezését. A művészeti heteken felolvasóesteket, kiállításokat, koncerteket szerveztek a diák szervezők, lényegében önálló tervekkel és megvalósítással.
A diák szervezők már a II. művészeti héttől közösen kezdtek együttműködni, főként Vajda és Fabulya irányításával, továbbá Szerdahelyi Zoltán (az Ifjúsági Ház akkor igazgatója) támogatásával. A diákok szervező munkájára diáktársaik és tanáraik mellett a Soros Alapítvány is felfigyelt: 1994-ben 45.000, 1997-ben 100.000 Ft-tal támogatta a felmerülő költségeket.
A Középiskolás Művészeti Hét megrendezésére évente egyszer, rendszerint május végén vagy június elején, 1992-től 1998-ig került sor. Ez idő alatt számos kiállítást, kiadványt, koncertet, alkotótábort, teaházakat, játszóházakat szervezett a Csoport. Szeged kulturális életében a '90-es évek végétől kezdve kezdett meghatározóvá válni a nyári sör- és borfesztivál, illetve számos kulturális program. A Csoport működése ezzel együtt fokozatosan háttérbe szorult. Mindemellett elmondható, hogy az Artéria Kreatív Csoport tevékenysége nagyban hozzájárult ahhoz, hogy Szeged fontos pillére legyen Magyarország nyári kulturális életének.

## Kiemelkedőbb művészeti események, előadások, kiállítások
- Biró Csaba: A tévémaci halála (abszurd dráma), 1994
- Keller György: A médiamanipuláció 21 módjáról (interjú), 1994
- Kőhalmi Zoltán: Orrfövényserdülés (abszurd dráma), 1995
- Verses köpet (diákantológia), 1995
- Várnai Erika: A tanár is ember (talkshow), 1995